# Microlejeunea ulicina
Microlejeunea ulicina är en bladmossart som först beskrevs av Thomas Taylor, och fick sitt nu gällande namn av Franz Stephani. Microlejeunea ulicina ingår i släktet Microlejeunea och familjen Lejeuneaceae. Inga underarter finns listade i Catalogue of Life.